# ترباچوو (استان اشوی‌داشکسیه)
ترباچوو (به لهستانی: Trębaczów) یک منطقهٔ مسکونی در لهستان است که در گمینا اوپاتوویتس واقع شده‌است.